# إيمي رايت (لاعبة كرلنغ)
إيمي رايت (بالإنجليزية: Amy Wright)‏ هي لاعبة كرلنغ أمريكية، ولدت في 28 يناير 1964 في دولوث في الولايات المتحدة.

## وصلات خارجية
- إيمي رايت على موقع الاتحاد الدولي للكرلنغ (الإنجليزية)
- إيمي رايت على موقع اللجنة الأولمبية والبارالمبية الأمريكية (الإنجليزية)